# جو بترو الثالث
جو بترو الثالث (بالإنجليزية: Joe Petro III)‏ هو فنان أمريكي، ولد في 3 مايو 1956 في ليكسينغتون في الولايات المتحدة.